# Prunay-le-Gillon
Prunay-le-Gillon è un comune francese di 963 abitanti situato nel dipartimento dell'Eure-et-Loir nella regione del Centro-Valle della Loira.

## Società

### Evoluzione demografica
Abitanti censiti